# Sugita Genpaku

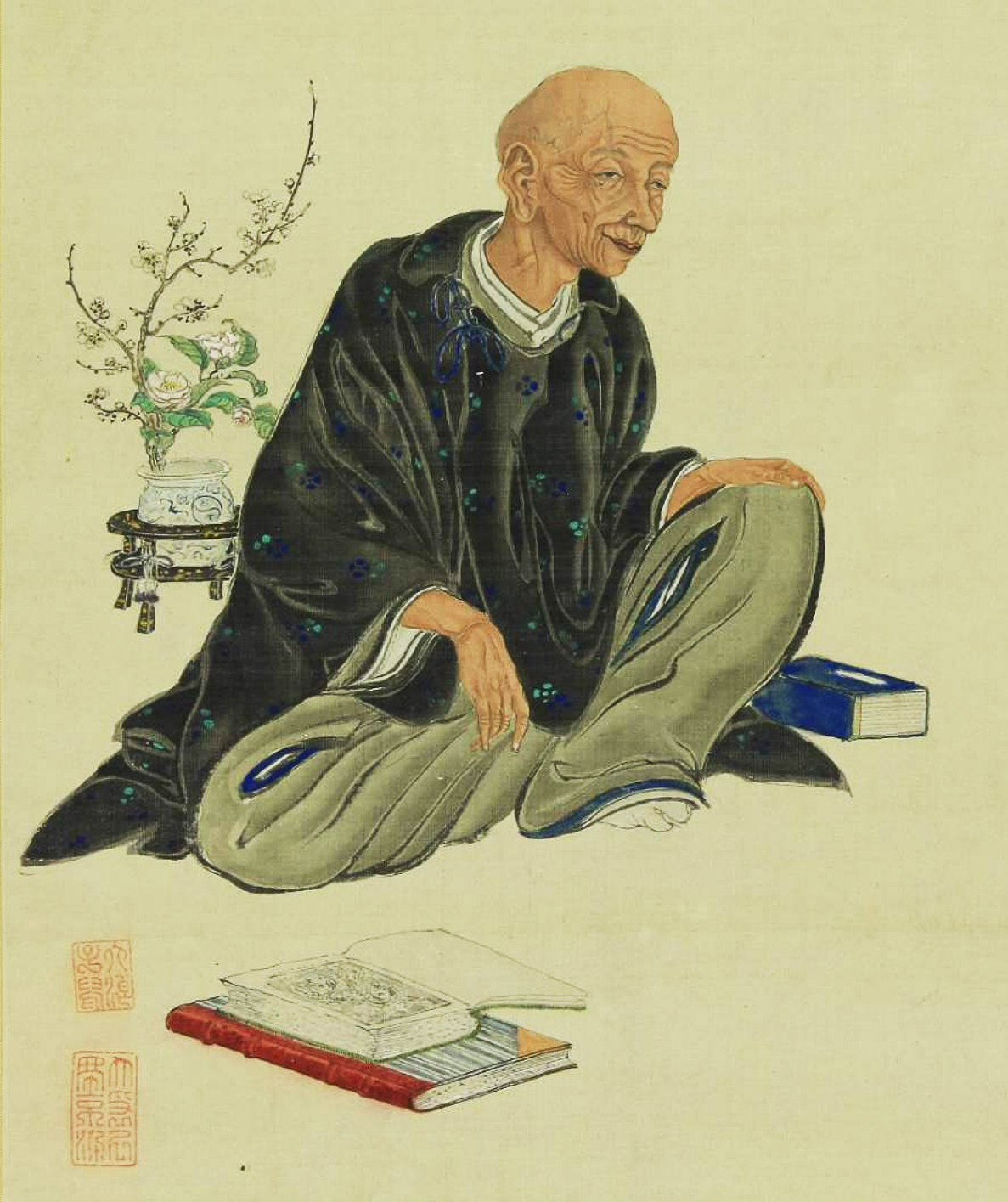
Sugita Genpaku, gemalt von Ishikawa Tairō

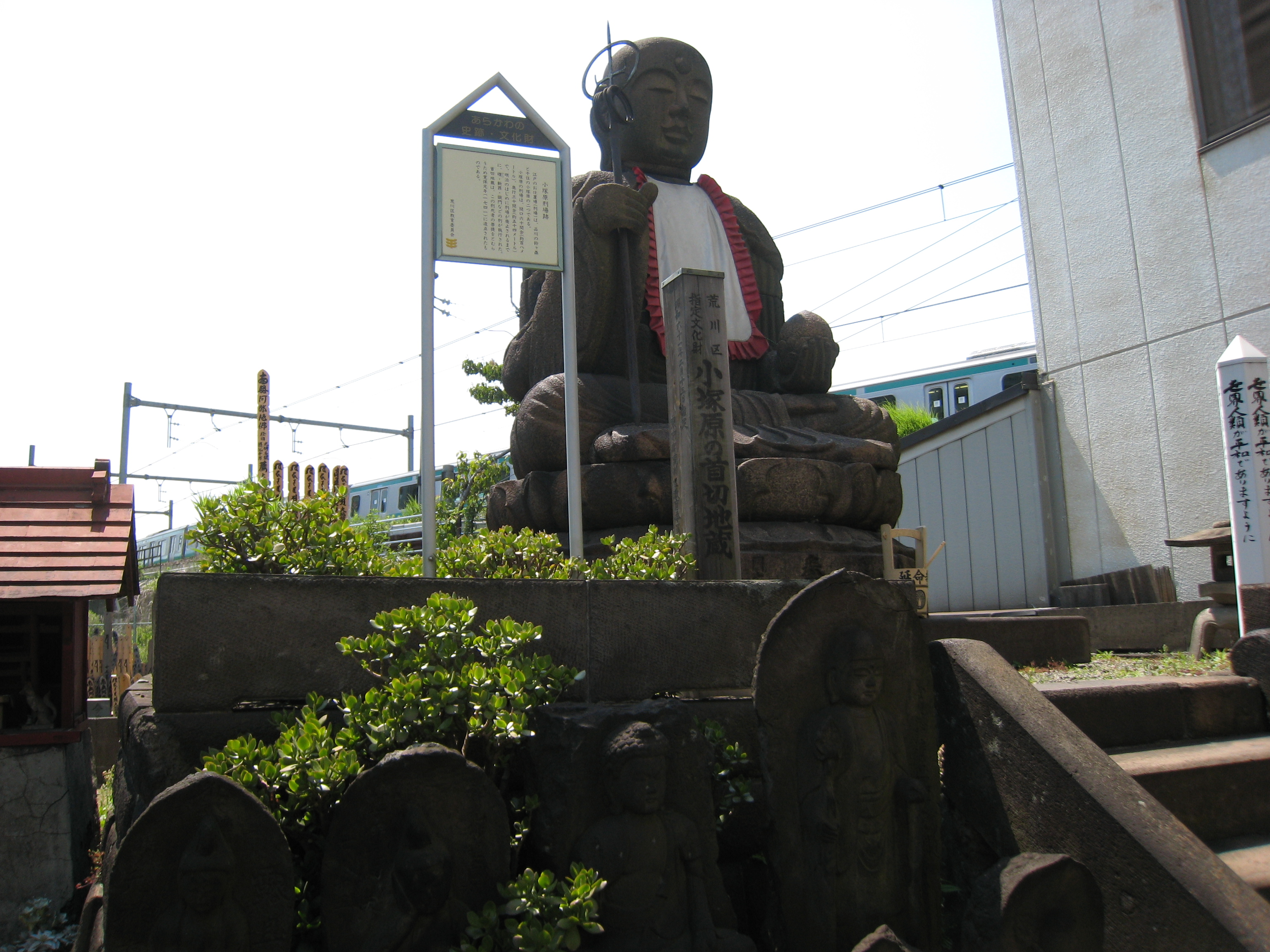
Jizō Boddhisatva (Ksitigarbha) von Kozukappara zur Tröstung der Seelen der dort Hingerichteten (Enmei-Tempel, Tōkyō, Arakawa-ku)

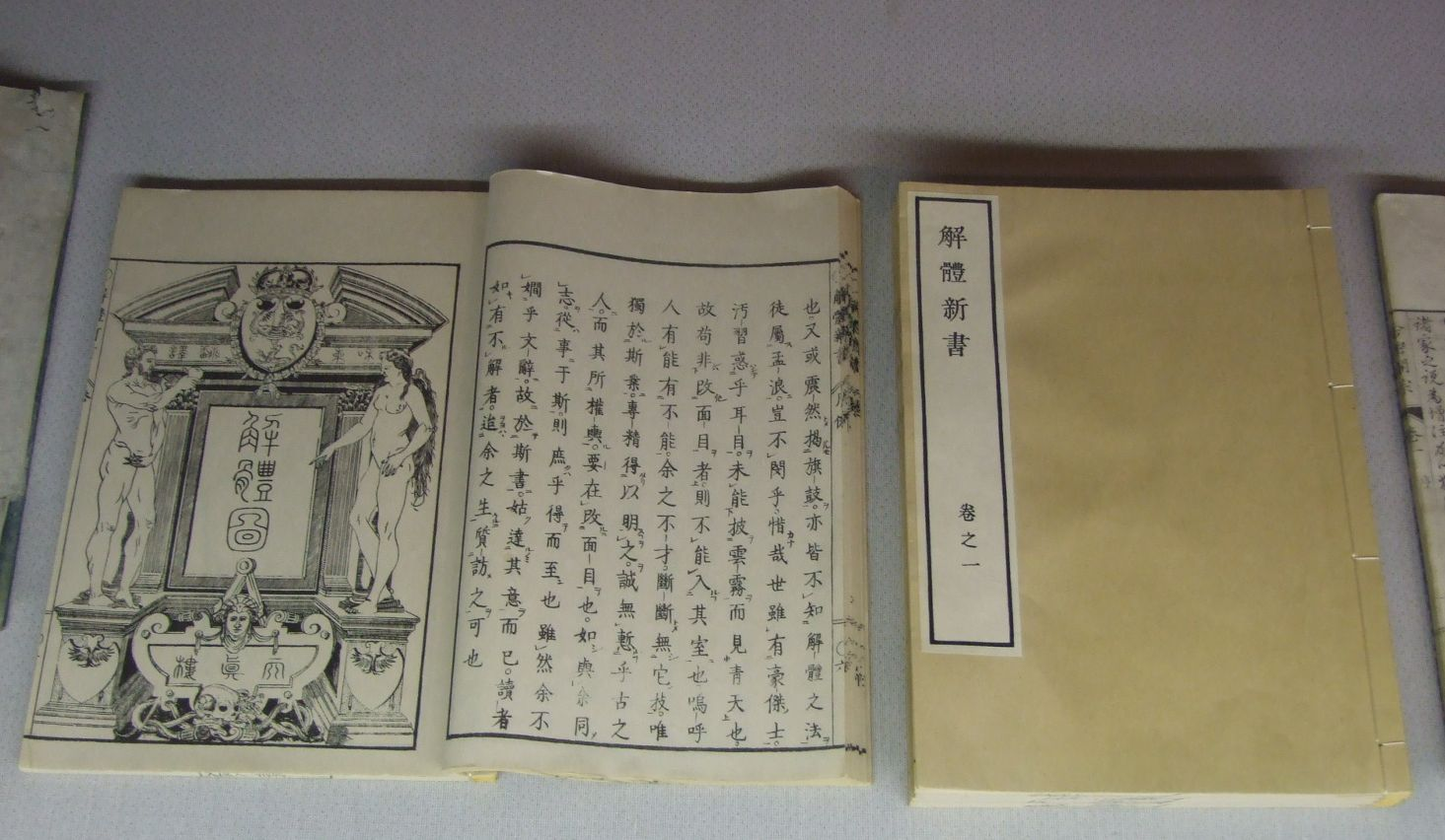
Kaitai shinsho. Das Frontispiz stammt nicht aus den „Anatomische Tabellen“ von Kulmus. Es wurde der Antwerpener Ausgabe von Joan de Valverda de Hamuscos Historia de la composicion del cuerpo humano entnommen und überarbeitet.

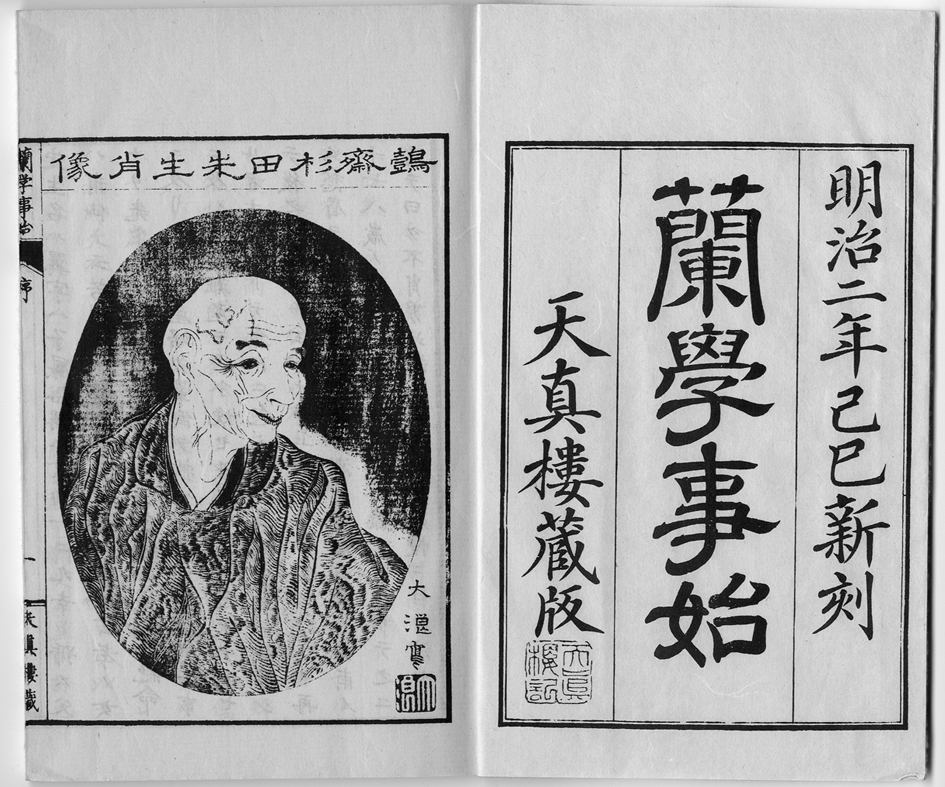
Sugita Genpakus Altersmemoiren Rangakukoto hajime (Erstdruck 1869)

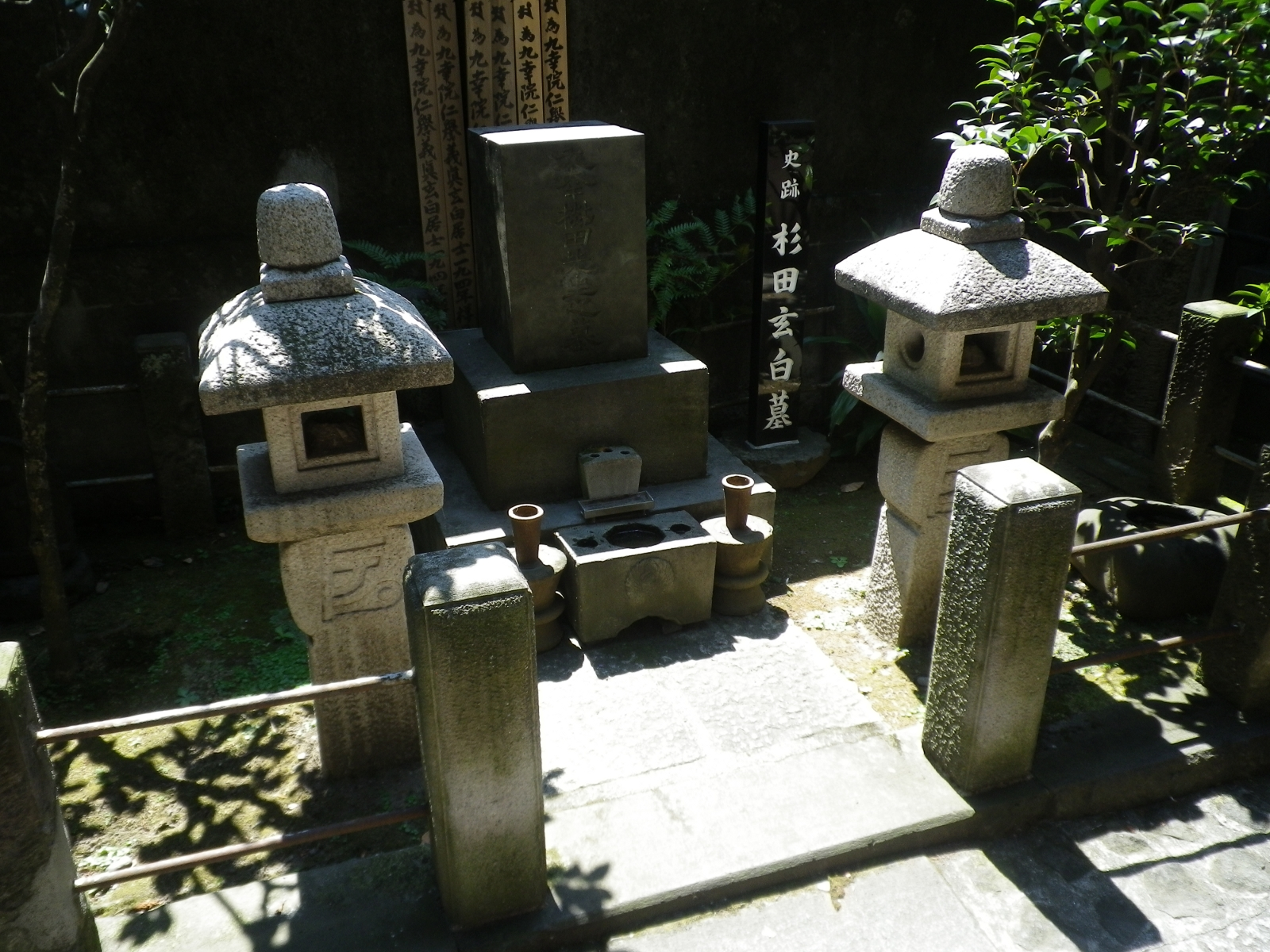
Grab von Sugita Genpaku im Eikan-Tempel (Tōkyō, Minato-ku)

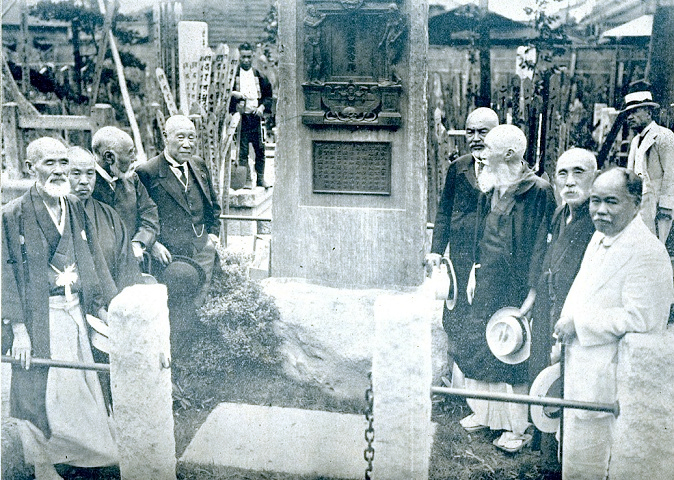
Feierliche Enthüllung eines Reliefsteins zum Gedenken an die, durch die Ärzte Maeno Ryōtaku, Sugita Gempaku und Nakagawa Jun'an beobachtete Sektion von 1771 (Ekō-Tempel, Tōkyō, Arakawa-ku, 2. Juli 1922).

Sugita Genpaku (japanisch 杉田 玄白; * 20. Oktober 1733 in Edo (heute Tokyo); † 1. Juni 1817 daselbst), übte als Arzt und Gelehrter der „Hollandkunde“, für die er den Namen Rangaku prägte, einen großen Einfluss auf die Übernahme der westlichen Medizin im frühmodernen Japan aus. Die von ihm publizierte Übersetzung Kaitai Shinsho gilt als Meilenstein in der japanischen Medizingeschichte.

## Kindheit und ärztlicher Werdegang
Sugita wurde in Edo in der Residenz von Sakai Tadaoto, dem Lehnsherren von Obama als Sohn des Arztes Sugita Hosen (杉田甫仙, 1692–1769) geboren. Im Laufe seines Lebens benutzte er die Namen Tasuku (翼) und Shihō (子鳳); in seinen Schriften nannte er sich auch Isai (鷧斎) und im Alter Kyūkō-ō (九幸翁). Am weitesten verbreitete sich jedoch der Name Genpaku (auch als Gempaku transliteriert).
Im Alter von 18 Jahren wurde Sugita Schüler des konfuzianischen Gelehrten Miyase Ryūmon (宮瀬 竜門), bei dem er eine solide Ausbildung in der chinesischen Klassik erhielt. Anschließend widmete er sich der westlichen Chirurgie unter Anleitung des Hofarztes Nishi Gentetsu (西 玄哲, 1681–1760), dem Sohn des berühmten Dolmetschers und Arztes Nishi Genpo (西 玄甫). 
1752 wurde er Arzt des Lehens Obama. 1757 begann er zusätzlich eine ärztliche Praxis in Edo, Nihonbashi. Im selben Jahr organisierte er zusammen mit den Gelehrten Hiraga Gennai und Tamura Ransui in Edo eine Naturalien-Ausstellung (yakuhin-e, 薬品会). 1765 ernannte ihn der Lehnsherr Sakai Tadatsura zum Residenzarzt (oku-ishi). Wenig später starb sein Vater, und Sugita trat dessen Nachfolge als Leibarzt an.

## Aufkommen der Leichensektionen
Als der Arzt Yamawaki Tōyō (山脇 東洋) in Kyōto im Jahre 1754 mit einer offiziellen Erlaubnis die erste Leichensektion der japanischen Geschichte vornahm und darüber eine Schrift mit kruden, doch von den herkömmlichen chinesischen Anatomieabbildungen abweichenden Illustrationen drucken konnte, wurden viele Mediziner im Lande, darunter auch Sugita, stark stimuliert. In der Folge bemühte er sich um den Erwerb der niederländischen Sprache und sammelte bei Yoshio Kōsaku und anderen medizinisch ambitionierten Dolmetschern der Handelsniederlassung Dejima Informationen und Materialien. Wie viele an westlichen Dingen interessierte Gelehrte suchte auch Sugita die Herberge der Europäer auf, wenn der Leiter von Dejima mit dem Stationsarzt nach Edo kam, um am Hofe des Shōgun seine jährliche Reverenz zu erweisen.
1771 erhielt Sugita zusammen mit seinen langjährigen Gefährten Maeno Ryōtaku (前野 良沢), einem sprachbegabten Arzt des Lehens Nakatsu, und Nakagawa Jun'an (中川 淳庵, 1739–1786), wie Sugita ein Arzt des Lehens Obama, die Gelegenheit, der Sektion einer am Richtplatz Kozukappara hingerichteten Frau namen Aocha-baba (Grüntee-Alte) beizuwohnen. Hierzu brachten Maeno und Sugita die "Ontleedkundige Tafelen" mit, eine 1734 in Amsterdam gedruckte niederländische Ausgabe der "Anatomischen Tabellen" des Breslauers Johann Adam Kulmus (1689–1745). Die Übereinstimmung der Abbildungen mit dem, was sie sahen, war so beeindruckend, dass sie sich entschlossen, das Buch zu übersetzen.

## Übersetzung der "Ontleedkundige Tafelen"
Das wegen der sprachlichen und fachlichen Hürden kräfteraubende Projekt beanspruchte mehrere Jahre. Neben Sugita, Maeno, Nakagawa nahm eine Reihe weiterer Interessenten mehr oder minder regelmäßig an den Treffen teil. Den größten Teil der Übersetzung ins Japanische leistete Maeno Ryōtaku. Sugita stellte auf dieser Grundlage eine Version in chinesischer Schriftsprache (Kanbun) her, die ähnlich wie das Latein in Europa als Kommunikationsmedium der Gelehrten fungierte. Als er diese schließlich drucken lassen wollte, zog der mit dem Resultat noch nicht zufriedene Maeno seinen Namen zurück. 
Sugita überging dessen Bedenken, und das Werk wurde 1774 als „Neues Buch der Anatomie“ (Kaitai shinsho, 解体新書) publiziert, ohne dass die Zensur der Tokugawa-Behörden eingriff. In der Folge stieg das Interesse an anatomischen Studien und Leichensektionen. Allerdings erteilten die zuständigen Behörden die hierzu nötige Erlaubnis bis in die Mitte des 19. Jhs. nur sehr zurückhaltend. Sugita und seine Gefährten hatten mit ihrem Buch demonstriert, dass es auch außerhalb der Dolmetscherzirkel von Nagasaki möglich war, vergleichsweise selbstständig   westliches Fachwissen zu erschließen.
Das Buch war allerdings keine reine Übersetzung der "Ontleedkundige Tafelen". Die langen Anmerkungen von Kulmus, die den größten Teil seines Buches ausmachen, wurden ausgelassen. Ein Teil der Abbildungen wie auch diverse Erklärung stammen, wie Sugita im Vorwort erklärt, aus den Schriften von Thomas Bartholin, Steven Blankaart, Volcher Coiter, Ambroise Paré, Johannes Wesling, Jan Palfijn, Gerardus Leonardus Blasius, Govert Bidloo und anderen Autoren. Hier und dort sind zudem Kommentare von Sugita eingefügt. Zwar stand das Buch von Kulmus im Mittelpunkt, doch handelt es sich eher um eine Kompilation als um eine Übersetzung im modernen Sinne. 
Da es für eine Reihe anatomischer Termini kein etabliertes sprachliches Äquivalent gab, schufen die Übersetzer neue Begriffe, unter denen sich einige wie shinkei (神経, Nerven), dōmyaku (動脈, Schlagader) und shojomaku (処女膜, Jungfernhäutchen) bis heute gehalten haben. Nicht wenige Fachtermini jedoch wurden lediglich transliteriert. Infolge der unzureichenden Sprachkenntnisse und des verwickelten Übersetzungsprozesses, in dessen Verlauf man wiederholt den gesamten Text überarbeitete, war es auch zu allerlei Fehlern gekommen, und die Holzschnitt-Illustrationen ließen einiges zu wünschen übrig. Schon kurz nach der Publikation des Buches stellten Ōtsuki Gentaku (大槻 玄沢) eine überarbeitete Version her, die allerdings erst im Jahre 1826 gedruckt wurde (Jūtei Kaitai Shinsho 重訂解体新書). Hier fand das Frontispiz der "Ontleedkundige Tafelen" erstmals Verwendung.

## Schulgründung und ärztliche Praxis
1776 verlegte Sugita seinen Wohnsitz vom Anwesen des Lehnsherren in Edo auf ein in der Nähe angemietetes Grundstück. Dort gründete er eine Schule Tenshinrō  (天真楼), in der er zahlreiche Schüler ausbildete. In seiner Praxis soll er jährlich mehr als 600 Patienten versorgt haben. Der Konfuzianer Shibano Ritsuzan (1736–1807) lobte ihn als geschicktesten Arzt in Edo. In seinen späten Jahren erhielt er vom Lehen ein für einen Arzt außergewöhnlich hohes jährliches Reis-Einkommen von 400 Koku. 1805 gewährte ihm der Shōgun Tokugawa Ienari eine Audienz im Schloss, was sein Ansehen in Edo unterstreicht. Zwei Jahre später überließ er sein Amt als Lehnsarzt und als Leiter der Privatschule seinem ältesten Sohn.

## Historische Wirkung
Sugita verfasste mehrere Schriften, doch den größten Einfluss übten neben dem oben genannten Kaitai shinsho seine Altersmemoiren „Beginn der Hollandkunde“ (Rangaku koto hajime, 蘭学事始) aus. Hier beschreibt er – seine Zeit und sich in den Mittelpunkt stellend – das Aufkommen der japanischen Studien zur europäischen Wissenschaft und Technik, für die er den Begriff Rangaku prägte (蘭学, ran für oranda, Holland; gaku, Kunde, Studien, Lehre). Die seit der Mitte des 17. Jhs. geleisteten bahnbrechenden Studien und Teilübersetzungen durch gelehrte Dolmetscher der Handelsniederlassung Dejima werden als Vorspiel nur kursorisch skizziert.
Sugitas eindrucksvolle Schilderung der Qualen beim Übersetzen der "Ontleedkundige tafelen" machte auf Fukuzawa Yukichi, einem der führenden Pioniere der Modernisierung Japans in der Meiji-Zeit, einen so tiefen Eindruck, dass er den von ihm erstmals 1869 herausgegebenen Text im Jahre 1890 anlässlich des ersten Treffens der neugegründeten „Japanischen Gesellschaft für Medizin“ (Nihon igakkai) mit einem bewegenden Vorwort versah und erneut drucken ließ. Seitdem sind Sugita und das Kaitai shinsho als Wendepunkt zur Modernisierung der Medizin fest im Bewusstsein Japans verankert.
Sugitas Grab befindet sich im Gelände des Eikan-Tempels (Eikan-in, 栄閑院) in Tokio. Es ist seit 28. März 1955 als Historische Stätte der Präfektur Tokio ausgewiesen.

## Werke
- Sugita Genpaku et al.: Kaitaishinsho. Suharaya Ichibē, Edo 1774. (與般亜覃闕児武思著, 杉田玄白訳, 吉雄永章撰, 中川淳庵校, 石川玄常参, 桂川甫周閲, 小田野直武 [図]『解体新書』東武 : 須原屋市兵衞, 安永3[1774]年刊)
- Sugita Isai (= Gempaku): Rangakukoto hajime. 1869 (杉田鷧齋[著]『蘭學事始』[出版地不明],  明治2年) (杉田玄白著『蘭学事始』再刻, [出版地不明] : [出版者不明], 明治23[1890]年刊)
- Sugi Yasusaburō (hrsg.), Sugita Genpaku: Isai nichiroku. Seishisha, Tokio 1981. (杉田玄白著, 杉靖三郎校編『鷧斎日録』東京：青史社)  = Tagebuch von 1788 bis 1806.
- Rangaku kotohajime = Die Anfänge der "Holland-Kunde" von Sugita Genpaku (1733–1818) (= Monumenta Nipponica. Band V, Semi-Annual Nr. 1, Nr. 2) Übersetzt von Kōichi Mōri. Sophia University, Tokyo 1942.